# Nowa Osuchowa
Nowa Osuchowa – wieś sołecka w Polsce położona w województwie mazowieckim, w powiecie ostrowskim, w gminie Ostrów Mazowiecka.

## Historia
Nazwa wsi (rdzeń osuch) oznacza podmokłą wyspę na bagnie powstałą po opadnięciu wody i osuszeniu terenu. Pierwsza udokumentowana wzmianka o wsi pochodzi z 1203. Z czasem wieś rozrosła się i podzieliła się na Nową i Starą Osuchową. W 1827 we wsi rządowej Osuchowo (dzielonej na Nowe i Stare) istniało 59 domów, w których mieszkało 390 osób. Około 1886 w 60 domach mieszkało 461 osób.
Włościanie ze wsi walczyli w powstaniu styczniowym, w 1863, w bitwie pod Nagoszewem, pod Porębą, pod Łączką i Wiśniewem.
W okresie międzywojennym leżała w województwie białostockim, w powiecie ostrowskim, w gminie Poręba. Według Powszechnego Spisu Ludności z 1921 roku wieś zamieszkiwało 206 osób, wszystkie wyznania rzymskokatolickiego i polskiej narodowości. Było tu 35 budynków mieszkalnych. Miejscowość podlegała pod sąd grodzki w Ostrowi Mazowieckiej i okręgowy w Łomży, najbliższy urząd pocztowy mieścił się w Porębie.
W roku szkolnym 1930/1931 we wsi istniała dwuklasowa szkoła powszechna. Izby lekcyjne wynajmowano u gospodarzy. Uczyło się tu 158 osób, zorganizowano 2 etaty nauczycielskie. W 1935 zbudowano i oddano do użytku drewniany budynek szkoły. Od 1962 działała tu świetlica wiejska. Budynek rozebrano w 2000 lub 2001.
W 1955 we wsi powstała Ochotnicza Straż Pożarna. Dekadę później (lub w 1962) do użytku oddano budynek murowanej szkoły. Szkoła nosi imię Wojciecha Jastrzębowskiego.
W latach 1975–1998 miejscowość administracyjnie należała do województwa ostrołęckiego.
W miejscowości znajduje się kościół, który jest siedzibą parafii św. Apostołów Piotra i Pawła. W strukturze kościoła rzymskokatolickiego parafia należy do metropolii białostockiej, diecezji łomżyńskiej, dekanatu Ostrów Mazowiecka Chrystusa Dobrego Pasterza.
Miejscowość jest miejscem kultu Matki Bożej i celem pielgrzymek. Kult Matki Bożej w parafii Osuchowa rozwinął się w związku z objawieniami, które miały miejsce na początku XX wieku, począwszy od 1910 roku. Dla ich upamiętniania w pobliskim lesie wybudowano drewnianą kapliczkę. Kaplica spłonęła 1 lipca 1929 wraz z pierwotnym obrazem Matki Boskiej Osuchowskiej. W odbudowanej kaplicy umieszczono nowy obraz, który następnie przeniesiono do kościoła parafialnego. Na jego miejscu w kaplicy umieszczono kopię cudownego obrazu.
W połowie lat 90. XX wieku nazwę wsi zmieniono z Osuchowa Nowa na Nowa Osuchowa.
1 czerwca 2016 roku w trakcie prac przy budowie drogi S8 na terenie miejscowości odkryto cmentarz polowy z okresu I wojny światowej ze szczątkami 24 żołnierzy armii niemieckiej.
W 2018 we wsi odsłonięto Pomnik Powstańców Styczniowych powstały według projektu Roberta Szydlika. W kolejnym roku odsłonięto pomnik Kurpia Białego. Figura została wykonana na podstawie świątków autorstwa rzeźbiarza Jana Szydlika (1949–2000).